# Jalsa
Jalsa é um filme de comédia de ação indiano em télugo de 2008 escrito e dirigido por Trivikram Srinivas e produzido por Allu Aravind, sob distribuição da Geetha Arts, estrelado por Pawan Kalyan, Ileana, Parvati Melton, Kamalinee Mukerji, Mukesh Rishi e Prakash Raj. A trilha sonora do filme composto por Devi Sri Prasad, foi lançada em 29 de fevereiro de 2008. O filme foi lançado em 2 de abril de 2008.

## Lançamento
O filme foi originalmente programado para ser lançado em 27 de março de 2008, mas devido a atrasos no processo de intermediação digital (ID), Jalsa foi posteriormente lançado mundialmente nos cinemas em 2 de abril de 2008.

## Prêmios e indicações

### Prêmios Filmfare[3]
- Nomeado — Melhor Filme — Télugo — Allu Aravind
- Nomeado — Melhor Diretor — Télugo — Trivikram Srinivas
- Nomeado — Melhor Ator — Télugo — Pawan Kalyan
- Nomeada — Melhor Atriz — Télugo — Ileana
- Nomeada — Melhor Atriz Coadjuvante — Télugo — Parvati Melton
- Nomeado — Melhor Diretor Musical — Télugo — Devi Sri Prasad
- Nomeado — Melhor Letrista — Télugo — Sirivennela Sitaramasastri — "Chalore Chalore"

### Prêmios Santosham de Cinema[4]
- Melhor Ator — Pawan Kalyan — indicado
- Melhor Atriz — Ileana — venceu
- Melhor Diretor — Trivikram Srinivas — venceu
- Melhor Filme — Jalsa — Allu Aravind — venceu
- Melhor diretor musical - Devi Sri Prasad — venceu

## Trilha sonora
A trilha sonora do filme foi lançada em 29 de fevereiro de 2008. Os direitos de áudio foram vendidos para a Aditya Music por nove milhões de rúpias indianas, o maior para um filme em télugo de seu mês de lançamento. A música recebeu críticas muito boas de sites e uma excelente resposta do próprio público. A música está no topo das paradas desde seu lançamento. Devi Sri Prasad recebeu o prêmio Santosham de Melhor Diretor Musical de 2008 por seu trabalho na música do filme.